# Subalternofficer
För andra betydelser, se Subaltern.

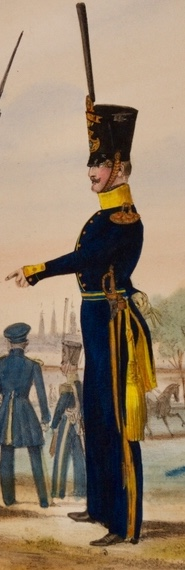
Subalternofficer vid Smålands grenadjärbataljon 1840.

Subalternofficer är en äldre benämning på en löjtnant eller fänrik (tidigare underlöjtnant), det vill säga de två lägsta officersgraderna. Numer kvarstår begreppet som beteckning på en officer upp till och med kaptens grad och/eller 35 års ålder. Begreppet används numer bara i officerskårssammanhang där subalternkåren syftar till att skapa goda relationer mellan yngre officerare. Subalternerna svarar bland annat för organiserandet av lillejul.